# Văn Lung
Văn Lung là một xã thuộc thị xã Phú Thọ, tỉnh Phú Thọ, Việt Nam.
Xã Văn Lung có diện tích 6,55 km², dân số năm 1999 là 6.480 người, mật độ dân số đạt 989 người/km².

## Di tích lịch sử
Di tích đền Trù Mật ở xã Văn Lung thờ sứ quân Kiều Thuận, một tướng trong thời loạn 12 sứ quân.